# Custeio por absorção
O Custeio por absorção, também chamado custeio integral, ou custo integral, é aquele que faz debitar ao custo dos produtos todos os custos da área de fabricação sejam esses custos definidos como custos diretos ou indiretos, fixos ou variáveis, de estrutura ou operacionais. O próprio nome do critério é revelador dessa particularidade, ou seja, o procedimento é fazer com que cada produto ou produção (ou serviço)absorva parcela dos custos diretos e indiretos, relacionados à fabricação.
Esse método foi derivado do sistema desenvolvido na Alemanha no início do século XX conhecido por RKW (Reichskuratorium für Wirtschaftlichkeit). Em tradução literal para o português significa "Conselho Administrativo do Império para a Eficiência Econômica".
Todos os gastos relativos ao esforço de fabricação são distribuídos (rateados) para todos os produtos feitos.
A principal distinção existente no uso do custeio por absorção é entre custos e despesas. A separação é importante porque as despesas são jogadas imediatamente contra o resultado do período, enquanto que apenas os custos relativos aos produtos vendidos terão o mesmo tratamento. Já os custos relativos aos produtos em elaboração e aos produtos acabados que não tenham sido vendidos são ativados nos estoques destes produtos.
Na legislação tributária brasileira do imposto de renda, esse método é o recomendado, sendo vetado o chamado método direto ou variável (vide contabilidade tributária). Nessa especialização, contudo, deve-se fazer sempre ressalvas: apesar do nome, muitos gastos potenciais não fazem parte do Custo de Absorção para fins tributários, simplesmente porque não são reconhecidos tributariamente como encargos: o imposto de renda do exercício, por exemplo, é um gasto em potencial que não será rateado pelo CIF (Custo Indireto de Fabricação), nem classificado como despesa operacional.